# サウスウェスト・チーフ
サウスウェスト・チーフ（Southwest Chief）は、アメリカ合衆国の長距離列車である。かつてはサウスウェスト・リミテッド（Southwest Limited）という列車名であった。アムトラックが運行するこの列車は同国南西部を横断し、シカゴとロサンゼルスを結んでいる。3,631km（2,256マイル）の行程を車中2泊3日、40時間以上かけて走行する。途中、イリノイ・アイオワ・ミズーリ・カンザス・コロラド・ニューメキシコ・アリゾナ・カリフォルニアの8州を通る。
利用者数は1日あたり平均975人、2013年度の年間利用者数は355,815人であった。

## 歴史

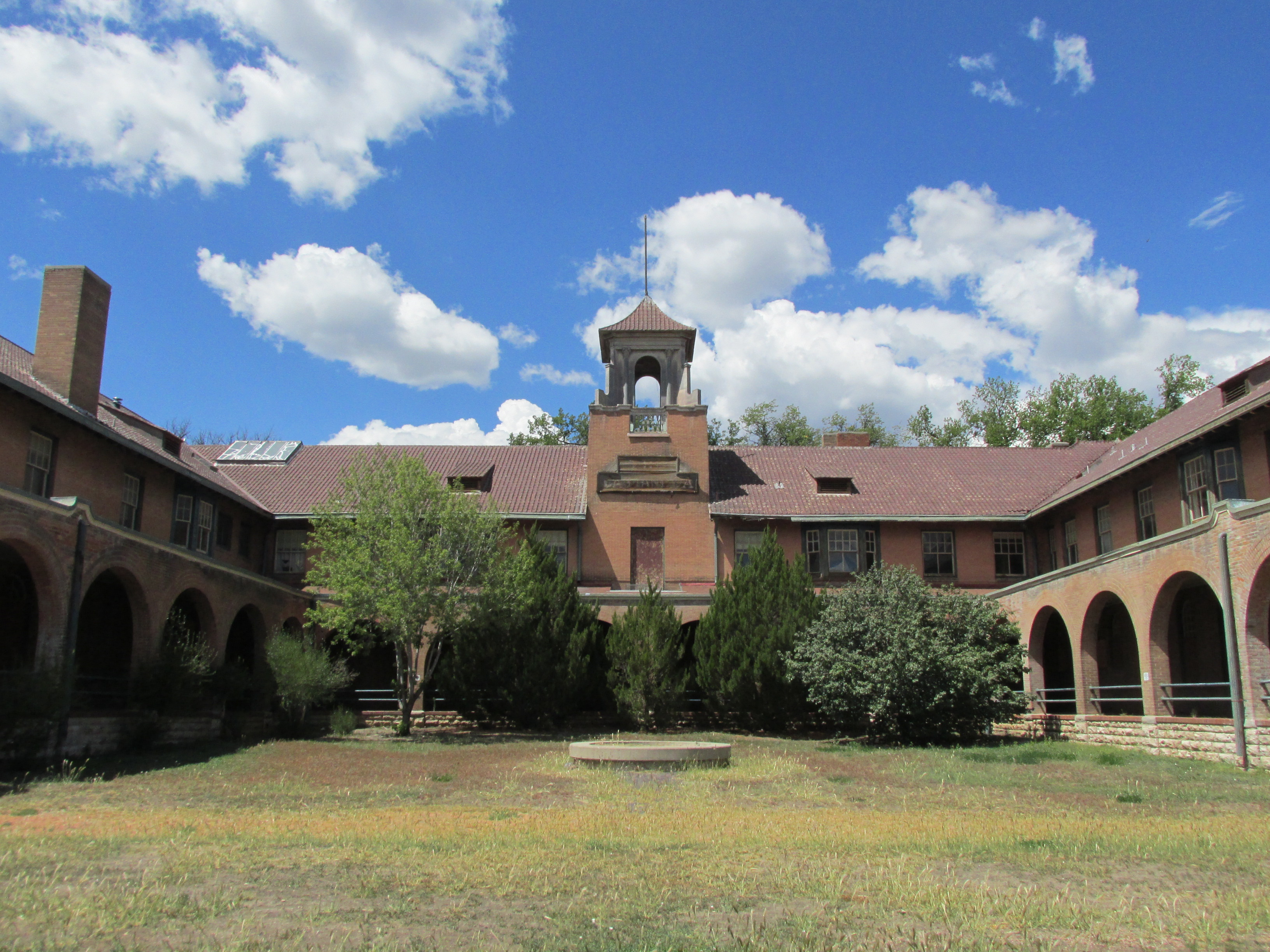
ニューメキシコ州ラスベガス駅に隣接して残るハーヴィ・ハウス

サウスウェスト・チーフの歴史は1936年にさかのぼることができる。その年、アッチソン・トピカ・アンド・サンタフェ鉄道（サンタフェ鉄道）は同社の首位列車としてアメリカ合衆国南西部を横断する特急列車、スーパー・チーフ号（Super Chief）を登場させた。シカゴとロサンゼルスを結ぶこの列車は、アメリカ鉄道史上初めてディーゼル機関車を動力とした旅客列車で、同区間を結んでいた蒸気機関車牽引の看板列車チーフ号の高速版であった。このディーゼル機関車は流線形をしており、高速運転が可能であった。また、連結された車両はプルマン寝台車とフレッド・ハーヴィ・カンパニーの運営による食堂車、ラウンジ車、展望車で、利用にあたっては1等運賃と寝台料金の他、高額の特別料金が必要であった。翌1937年にはバッドが製造したステンレス鋼製の軽量車両に置き換えられ、シカゴ・ロサンゼルス間3,584.5kmを39時間49分、平均速度90km/hで走った。最高速度は160km/hを超えていた。
当初は週1往復の運行であったが、徐々に車両の増備が行われ、第二次世界大戦中は週2往復、1948年には毎日運行となった。車両の置き換えは定期的に行われ、個室寝台車の比率が徐々に増加していった。
列車の全盛期は1950年代までで、1957年には需要の減少により、同区間を走行する全車座席車の高速列車エル・キャピタン号との併結が行われるようになった。ただし、両列車は独立した列車として運行された。別々に食堂車とラウンジ車を連結し、スーパーチーフ号とエル・キャピタン号の間での乗客の行き来は出来なかった。エル・キャピタン号は全車2階建て車両で構成され、重厚な編成が展開されることとなった。
1971年、アムトラックはサンタフェ鉄道よりスーパー・チーフ号の運営を引き継いだ。しかし、車両編成には変化が生じた。スーパーチーフ号の寝台車両とエル・キャピタン号の2階建て座席車という構成には変化はなかったが、サービスの合理化の観点から別々に連結されていた食堂車が統合され、両列車間の行き来が可能になってしまったのである。サービスの質が低下したと思われたため、1974年にサンタフェ鉄道はアムトラックに「スーパー・チーフ」の名を使うことを禁じ、「サウスウェスト・リミテッド」という列車名に改めさせた。その後、寝台車を含め、2階建ての寝台車スーパーライナーへの置き換えが行われ、サービスの質が向上したため、1984年、サンタフェ鉄道は列車名に「チーフ」を冠することを許し、現在の「サウスウェスト・チーフ」という列車名に改められた。

## 編成

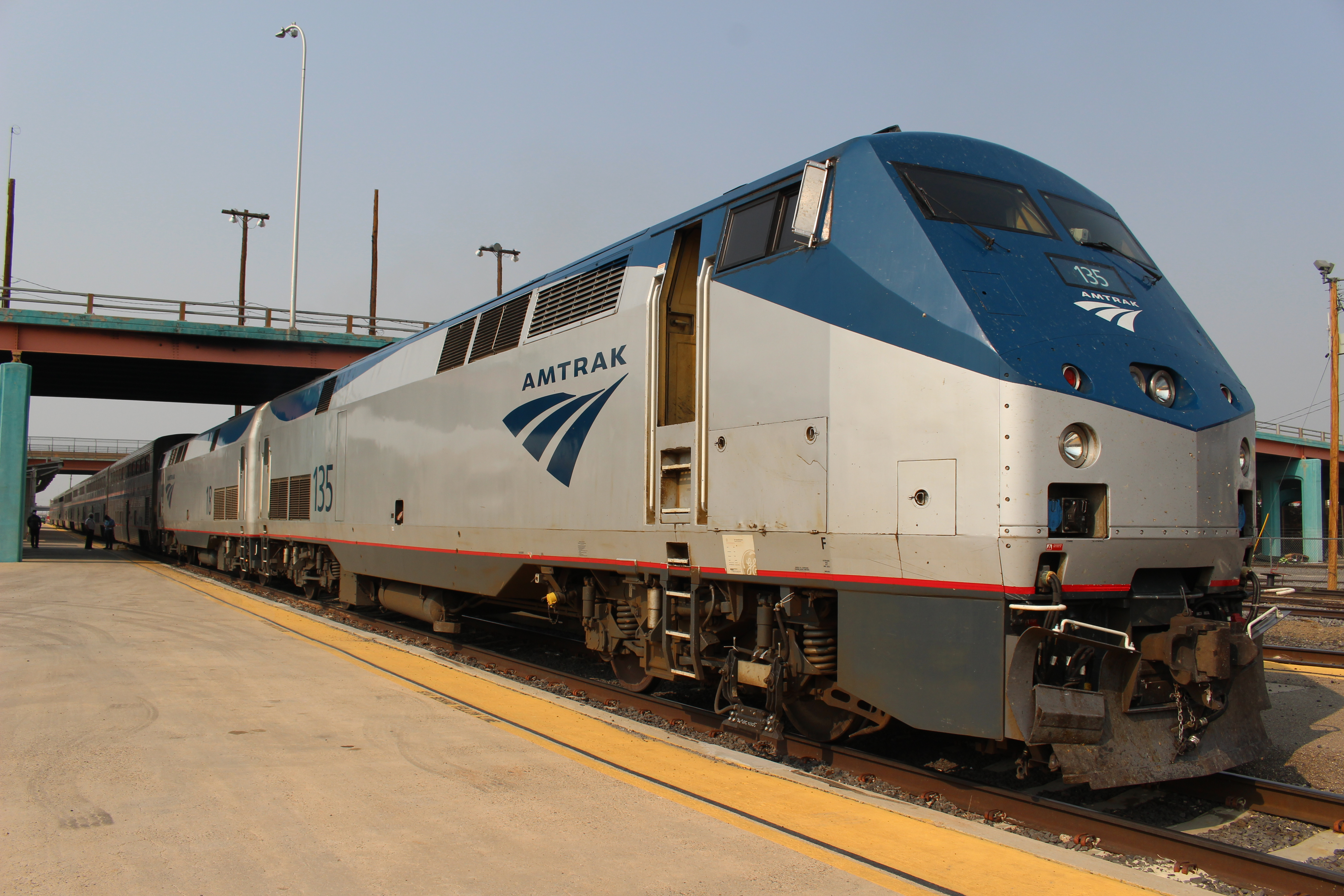
アルバカーキ駅にて

サウスウェスト・チーフはアムトラックの2階建て客車、スーパーライナーで運行されている。通常の編成は以下の通り。
- 機関車 GE P42DC 2両
- 荷物車
- トランジション・スリーパー
- スリーパー（寝台車）2両
- ダイナー（食堂車、1階はキッチン）
- ラウンジ（展望車、1階は便所・洗面所とカフェ）
- コーチ（座席車、1両は1階が荷物置き場）3両

繁忙期にはコーチが4両になることもある。
この列車に使用される編成は5本で、ロサンゼルスの車両基地（8th Street Yard）に所属している。

### 過去の使用車両
アムトラック発足当初、この列車には「スーパー・チーフ」から引き続きドーム展望車の「プレジャー・ドーム」が連結され、1970年代末まで使用していた:123–127。これらの車両は1980年に売りに出され、プライベートカーなどとして各地に全6両が現存する。

## ルート

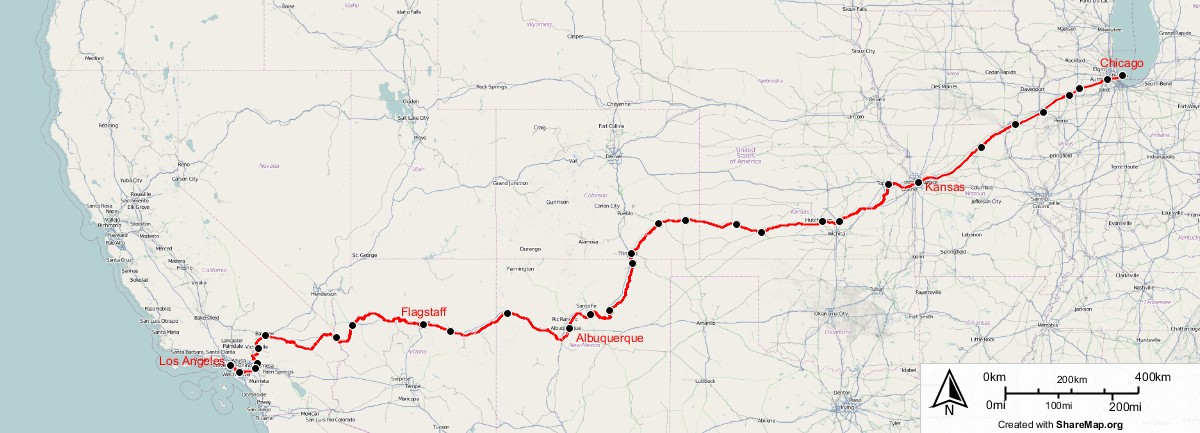
ルート

サウスウェスト・チーフは次のような都市に停車する。
- シカゴ
- カンザスシティ
- ローレンス
- トピカ
- アルバカーキ
- フラッグスタッフ
- ロサンゼルス

アルバカーキとサンバーナーディーノの間はほぼ旧ルート66に沿って走る。
サンタフェ鉄道時代に建設された駅などの設備が改修されながら使われているところもあり、レストランや宿舎として使われたハーヴィ・ハウスの建物が残っている駅もある。
このほか、
- ニュートン駅（Newton）はウィチタ都市圏内にあり、同都市圏の鉄道での玄関口になっている。
- ラミー駅（Lamy）からはサンタフェへの連絡バスが出ている（予約制）。
- ウィリアムズ・ジャンクション駅（Williams Jct）はグランドキャニオンへ通ずるグランドキャニオン鉄道との乗換駅である。
- キングマン駅（Kingman）からはラスベガスのマッカラン国際空港へ提携バスの便がある。

### ルート変更問題
2010年1月1日、BNSF鉄道からアムトラックに対してラ・フンタ(La Junta)とラミーの間450キロメートルの貨物輸送を停止するので、2016年以降もサウスウェスト・チーフを同じ経路で走らせるのなら、その区間の線路の保守費用はアムトラックが負担しなければならないという通告があった。そして費用負担ができない場合の代替ルートとしてBNSFが幹線として使用しているテキサス州、オクラホマ州経由のルートを提案した。アムトラックには現行ルートを維持する資金が無くルート変更に傾きつつあったが、この列車を失うことになる沿線の自治体や州は線路の維持費用を負担することを検討し始めた。その結果線路の保守費用をカンザス、コロラド、ニューメキシコの3州で負担する見通しがつき、2015年3月アムトラックは現在のルートを維持することを表明した。なお、コロラド州はこの費用負担に伴って、ルートをプエブロ経由にすることを提案している。